# コナー・ランドール
コナー・ランドール（Connor Randall、1995年10月21日 - ）は、イングランド・メリング出身のプロサッカー選手。スコティッシュ・プレミアシップ・ロス・カウンティFC所属。ポジションはDF（RSB）。

## 経歴
リヴァプール郊外のメリングで生まれ育った。父親のチームを経て、6歳でリヴァプールFCのアカデミーに入団。
2015年2月、レンタル先のシュルーズベリー・タウンFCでプロデビュー。
2015年9月17日、UEFAヨーロッパリーグのFCジロンダン・ボルドー戦で初めてベンチ入りしたが、出番は無かった。10月28日、リーグカップ4回戦のAFCボーンマス戦でトップチームデビュー。2016年4月17日のボーンマス戦でプレミアリーグ初出場。
2017年7月28日、ハート・オブ・ミドロシアンFCにレンタル移籍。
2018年8月23日、ロッチデールAFCへ2019年1月までの契約でレンタル移籍。
2018-19シーズン限りでリヴァプールを退団していたが、2019年9月12日にアルダ・クルジャリに2年契約での加入を発表した。
2020年6月25日、ロス・カウンティFCへ移籍。